# Erde-Drache
Der Erde-Drache (Wuchen, chinesisch 戊辰, Pinyin wùchén) ist das 5. Jahr des chinesischen Kalenders (siehe Tabelle 天支 60-Jahre-Zyklus). Es ist ein Begriff aus dem Bereich der chinesischen Astrologie und bezeichnet diejenigen Mondjahre, die durch eine Verbindung des fünften Himmelsstammes (戊,  wù, Element Erde und Yáng) mit dem fünften Erdzweig (辰,  chén), symbolisiert durch den Drachen (龍,  lóng), charakterisiert sind.
Nach dem chinesischen Kalender tritt eine solche Verbindung alle 60 Jahre ein. Das letzte Erde-Drache-Jahr begann 1988 und dauerte wegen der Abweichung des chinesischen vom gregorianischen Kalenderjahr vom 17. Februar 1988 bis 5. Februar 1989.

## Erde-Drache-Jahr
Im chinesischen Kalenderzyklus ist das Jahr des Erde-Drachen 戊辰wùchén das 5. Jahr (am Beginn des Jahres: Feuer-Hase 丁卯 dīngmǎo 4).
| Liste der Erde-Drache-Jahre des 60-Jahres-Zyklus (Ende des Zyklus – bei Zählung vom 1. Regierungsjahr Huángdì) (Beginn des Zyklus – bei Zählung vom 61. Regierungsjahr Huángdì)            |              |              |              |              |              |              |              |              |              |              |
| Zykl. | 0            | 1            | 2            | 3            | 4            | 5            | 6            | 7            | 8            | 9            |
| 0 | 2693 v. Chr. | 2633 v. Chr. | 2573 v. Chr. | 2513 v. Chr. | 2453 v. Chr. | 2393 v. Chr. | 2333 v. Chr. | 2273 v. Chr. | 2213 v. Chr. | 2153 v. Chr. |
| 10 | 2093 v. Chr. | 2033 v. Chr. | 1973 v. Chr. | 1913 v. Chr. | 1853 v. Chr. | 1793 v. Chr. | 1733 v. Chr. | 1673 v. Chr. | 1613 v. Chr. | 1553 v. Chr. |
| 20 | 1493 v. Chr. | 1433 v. Chr. | 1373 v. Chr. | 1313 v. Chr. | 1253 v. Chr. | 1193 v. Chr. | 1133 v. Chr. | 1073 v. Chr. | 1013 v. Chr. | 953 v. Chr.  |
| 30 | 893 v. Chr.  | 833 v. Chr.  | 773 v. Chr.  | 713 v. Chr.  | 653 v. Chr.  | 593 v. Chr.  | 533 v. Chr.  | 473 v. Chr.  | 413 v. Chr.  | 353 v. Chr.  |
| 40 | 293 v. Chr.  | 233 v. Chr.  | 173 v. Chr.  | 113 v. Chr.  | 53 v. Chr.   | 8            | 68           | 128          | 188          | 248          |
| 50 | 308          | 368          | 428          | 488          | 548          | 608          | 668          | 728          | 788          | 848          |
| 60 | 908          | 968          | 1028         | 1088         | 1148         | 1208         | 1268         | 1328         | 1388         | 1448         |
| 70 | 1508         | 1568         | 1628         | 1688         | 1748         | 1808         | 1868         | 1928         | 1988         | 2048         |
| 80 | 2108         | 2168         | 2228         | 2288         | 2348         | 2408         | 2468         | 2528         | 2588         | 2648         |
| Hinweis: Die laufende Nr. des Zyklus ergibt sich aus der Zeilen-Nr. addiert mit der Spalten-Nr. Beispiel: Das Erde-Drache-Jahr des 35. Zyklus (Zeile 30 + Spalte 5) entspricht 593 v. Chr. |              |              |              |              |              |              |              |              |              |              |